# Michał Pazdan
Michał Pazdan (pronunție în poloneză [ˈmixaw ˈpazdan], n. 21 septembrie 1987, Cracovia, Polonia) este un fotbalist polonez care joacă pe posturile de fundaș central și mijlocaș defensiv pentru clubul polonez Legia Varșovia din Ekstraklasa.

## Cariera la club
Pazdan și-a început cariera de fotbalist la Hutnik Cracovia. Treptat, el a trecut prin echipele de juniori, ajungând în prima echipă și devenind jucător de bază în sezonul 2003-2004.
În 2007 a ajuns la Górnik Zabrze. El a debutat în Ekstraklasa pe 14 septembrie 2007, înt-un meci cu Polonia Bytom. În acel sezon, el a jucat în 19 meciuri, fiind titular în 17 dintre acestea, și-a ajutat echipa să termine pe locul 8 în acel sezon.
Pe data de 24 iunie 2015, Pazdan a semnat cu Legia Varșovia.

## Carieră la națională
Pazdan a strâns nouă selecții pentru echipa națională de fotbal a Poloniei. A debutat la națională într-un amical ce a avut loc la data de 15 decembrie 2007, împotriva Bosniei și Herțegovinei, meci câștigat cu 1-0.
Antenorul Poloniei, Leo Beenhakker, l-a convocat în lotul de 23 pentru Euro 2008. El și  Łukasz Garguła au fost singurii jucători care nu au jucat niciun minut.
De regulă, Pazdan a fost chemat în cazul în care alți jucători erau accidentați, fiind totuși convocat pe 21 noiembrie 2008 pentru meciuri amicale din Antalya, Turcia.

## Titluri

### Club
Legia Varșovia
- Ekstraklasa (1): 2015-16

## Legături externe
- Michał Pazdan la 90minut.pl pl
- Michał Pazdan la pzpn.pl[nefuncțională]
 pl